# Želimir Haubrih
Želimir Haubrih (ur. 1 czerwca 1963) – chorwacki lekkoatleta, chodziarz.

## Rekordy życiowe
- Chód na 50 km – 5:10:25 (2009) były rekord Chorwacji[1]